# Mortal Kombat (Computerspielreihe)
Mortal Kombat ist eine seit 1992 erscheinende Reihe von Kampfspielen des US-amerikanischen Entwicklers Midway Games. Auf Grundlage der für diverse Plattformen erscheinenden Computerspiele entstanden zudem zahlreiche Filmadaptionen, Fernsehserien, Comics, Musikalben, eine Bühnenshow und ein Kartenspiel. Mortal Kombat ist gemessen an den weltweiten Verkaufszahlen von über 79 Millionen Kopien die erfolgreichste Spielreihe des Genres und mit über 5 Milliarden US-Dollar Umsatz eine der weltweit umsatzstärksten Videospielmarken.

## Charaktere

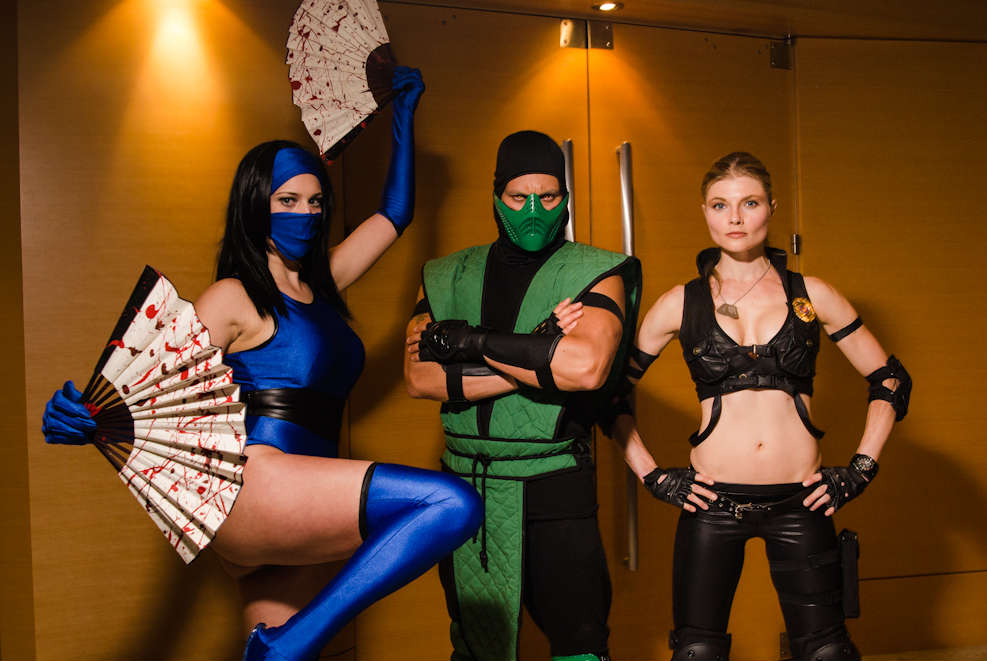
Cosplay von Charakteren aus Mortal Kombat

Zu den bekannten und wiederkehrenden Charakteren aus Mortal Kombat gehören Scorpion und Sub-Zero. Neben den Originalcharakteren traten regelmäßig Figuren aus Comics oder Filmen anderer Franchises in Form von Crossovers in Mortal-Kombat-Spielen auf, darunter der Terminator, RoboCop, Freddy Krueger aus Nightmare, Jason Voorhees aus Freitag der 13., Spawn von Image Comics und der Joker aus dem DC-Universum. Im 2023 erschienenen Mortal Kombat 1 waren erstmals Homelander, Peacemaker, und Omni-Man spielbar.

## Spiele
- Mortal Kombat (1992)
- Mortal Kombat II (1993)
- Mortal Kombat 3 (1995)
- Ultimate Mortal Kombat 3 (1995)
- Mortal Kombat Trilogy (1996)
- Mortal Kombat Mythologies: Sub-Zero (1997)
- Mortal Kombat 4 (1997)
- Mortal Kombat Gold (1999)
- Mortal Kombat: Special Forces (2000)
- Mortal Kombat Advance (2001)
- Mortal Kombat: Deadly Alliance (2002)
- Mortal Kombat: Tournament Edition (2003)
- Mortal Kombat: Deception (2004)
- Mortal Kombat: Shaolin Monks (2005)
- Mortal Kombat: Armageddon (2006)
- Mortal Kombat: Unchained (2006)
- Ultimate Mortal Kombat (2007)
- Mortal Kombat vs. DC Universe (2008)
- Mortal Kombat (2011)
- Mortal Kombat Arcade Kollection (2011)
- Mortal Kombat X (2015)
- Mortal Kombat Mobile (2015)
- Mortal Kombat 11 (2019)
- Mortal Kombat 11: Aftermath (2020)
- Mortal Kombat 11 Ultimate (2021)
- Mortal Kombat: Onslaught (2023)
- Mortal Kombat 1 (2023)

## Weitere Adaptionen

### Verfilmungen

#### Realfilme
- Mortal Kombat (1995, USA)
- Mortal Kombat 2 – Annihilation (1997, USA)
- Mortal Kombat: Rebirth (Kurzfilm, 2010, USA)
- Mortal Kombat (2021, USA)
- Mortal Kombat 2 (2025, USA)

#### Animationsfilme
- Mortal Kombat: Die Reise beginnt (1995, USA)
- Mortal Kombat Legends: Scorpion’s Revenge (2020, USA)
- Mortal Kombat Legends: Battle of the Realms (2021, USA)
- Mortal Kombat Legends: Snow Blind (2022, USA)
- Mortal Kombat Legends: Cage Match (2023, USA)

### Fernsehserien
- Mortal Kombat: Defenders of the Realm (1996)
- Mortal Kombat: Conquest (1998–1999, USA)
- Mortal Kombat: Legacy (2011–2013, USA)[3]

### Liveshow
- Mortal Kombat: Live Tour (1995, USA)

### Sammelkartenspiel
- Mortal Kombat Kard Game (BradyGames, 1995)[4]

## Rezeption
| Spiel                               | GameRankings | Metacritic |
| ----------------------------------- | ------------ | ---------- |
| Mortal Kombat                       | 84,17 %      | –          |
| Mortal Kombat II                    | 85,87 %      | 72/100     |
| Mortal Kombat 3                     | 80,23 %      | –          |
| Mortal Kombat Mythologies: Sub-Zero | 53,20 %      | –          |
| Mortal Kombat 4                     | 76,07 %      | –          |
| Mortal Kombat: Special Forces       | 40,23 %      | 28/100     |
| Mortal Kombat: Deadly Alliance      | 84,63 %      | 81/100     |
| Mortal Kombat: Deception            | 82,00 %      | 81/100     |
| Mortal Kombat: Shaolin Monks        | 80,64 %      | 78/100     |
| Mortal Kombat: Armageddon           | 77,39 %      | 77/100     |
| Mortal Kombat vs. DC Universe       | 77,87 %      | 76/100     |
| Mortal Kombat                       | 87,31 %      | 86/100     |
| Mortal Kombat X                     | 85,97 %      | 86/100     |
| Mortal Kombat Mobile                |              | 66/100     |
| Mortal Kombat 11                    | –            | 86/100     |
| Mortal Kombat 11: Aftermath         | –            | 75/100     |
| Mortal Kombat 11 Ultimate           | –            | 91/100     |
| Mortal Kombat 1                     | –            | 84/100     |

Bis 2000 brachte die Marke Mortal Kombat einen Umsatz von 5 Milliarden US-Dollar ein. Bis 2022 wurden mehr als 79 Millionen Spiele abgesetzt.